# Emmanuelle Saada
Emmanuelle Saada est une historienne et sociologue française. Elle est professeure à l’Université Columbia (New York), où elle dirige le département de français, ainsi que le Centre d’études françaises et francophones. Ses travaux se situent à l’intersection de la sociologie, de l’histoire et du droit.

## Biographie et études
Emmanuelle Saada grandit en banlieue parisienne. Elle étudie à l'École normale supérieure (ENS), où elle obtient un diplôme en histoire et en sociologie. Peu après, en 1994, elle est doctorante en programme d'échange aux États-Unis entre l'ENS et l'université de New York, université dans laquelle elle devient directrice adjointe de l'Institut des études françaises de 1997 à 2002. En 2001, elle soutient à l'EHESS une thèse en sociologie, sous la direction de Gérard Noiriel, sur le thème La "question des métis" dans les colonies françaises : socio-histoire d'une catégorie juridique (Indochine et autres territoires de l'Empire français, années 1890-années 1950).
Emmanuelle Saada a publié cinq ouvrages, dont Les enfants de la colonie : les métis de l'Empire français entre sujétion et citoyenneté, qui a obtenu plusieurs prix, ainsi que de nombreux articles sur les thèmes de la sociologie, de l'histoire et du droit.
Au printemps 2012, elle a séjourné à l'Institut d'études avancées de Paris.
En 2017, elle est faite chevalier de l’ordre des Arts et des Lettres pour l'ensemble de ses recherches académiques, en compagnie de son collègue à Columbia Souleymane Barchir Diagne. 

## Principaux thèmes de recherche
Emmanuelle Saada axe ses recherches sur l’étude de la formation des identités sociales dans le second empire colonial français. Son premier ouvrage porte sur l’émergence d’une population de métis dans l’empire français et la refonte du droit de la filiation et de la citoyenneté qui en a découlé. 
Ses travaux se situent à l'intersection de l'étude de l'époque coloniale, des questions raciales et du droit administratif français et nourrissent une réflexion sur la société post-coloniale actuelle.

## Ouvrages et articles
- Un racisme de l'expansion. Les discriminations raciales au regard des situations coloniales, in Didier Fassin et Eric Fassin, De la question sociale à la question raciale, Paris, La Découverte, 2006, p. 55-71,  (ISBN 978-2-707-15851-2)

- Les enfants de la colonie : Les métis de l'Empire français entre sujétion et citoyenneté, Paris, La Découverte, 2007, 335 p. (ISBN 978-2-7071-3982-5)
- Jean-Gabriel Contamin, Emmanuelle Saada, Alexis Spire, Katia Weidenfeld, Le recours à la justice administrative : pratiques des usagers et usages des institutions, Paris, La Documentation française, coll. Perspectives sur la justice, 2008, 188 p. (ISBN 978-2-11-007301-3)

## Distinctions

### Prix
- 2007 : Prix Auguste-Pavie de l'Académie des sciences d'outre-mer pour Les enfants de la colonie[6]
- 2009 : French Voices Award du Pen American Center pour Les enfants de la colonie[7]
- 2012 : Prix de professeur universitaire émérite de l'Université de Columbia (Columbia University Distinguished Faculty Award)[8]

### Décoration
- 2017 : Chevalier de l’ordre des Arts et des Lettres